# Buzz Fuzz
Buzz Fuzz, ou par extension DJ Buzz Fuzz, de son vrai nom Mark Vos, né le 12 mars 1969 à Amsterdam, est un producteur et DJ de techno hardcore et gabber néerlandais. Mark Vos, considéré par la presse spécialisée comme l'un des pionniers du genre techno hardcore, est le dirigeant du label BZRK Records, et également membre du groupe The Dreamteam.

## Biographie

Logo du label de Buzz Fuzz, BZRK Records.

Mark Vos est né le 12 mars 1969 à Amsterdam,. Sa carrière musicale commence en 1986 lorsqu'il mixe du hip-hop et du swingbeat au Zorba, boîte de nuit amstellodamoise, en compagnie de son ancien camarade de classe Champ-E-On,. 
En 1991, il se rend au Jan van Galenhal, lieu d'Amsterdam consacré à la jeunesse, où il écoute mixer The Prophet ; il s'opère alors en lui un changement de style, embrasse la scène gabber et va par la suite participer aux festivals comme Hellraiser, Thunderdome, Dance Valley, Multigroove, et Ravers Religion. En 1993, Mark Vos forme le groupe The Dreamteam avec DJ Gizmo, The Prophet et DJ Dano, avec lequel il connait le succès au sein de la scène techno hardcore. 
En 1995, Mark Vos fonde le label discographique BZRK Records, comme sous-division d'ID&T ; de fait, de nombreuses productions de BZRK Records se retrouvent sur les compilations Thunderdome. Depuis le retrait progressif d'ID&T de la scène gabber, le catalogue de BZRK est passé sous la propriété de Be Yourself Music, et continue de sortir de nouveaux produits en 2015. Le catalogue de BZRK contient des créations de Buzz Fuzz bien sûr, mais également de six autres artistes, E-Rick & Tactic, Menace II Society, DJ Promo, Public Domain, Ramirez et T-Wisted. Par ailleurs, du début jusqu'à la fin des années 1990, Buzz Fuzz fait de nombreuses tournées, en Europe principalement, mais également en Australie (1995, 1996, 1997), aux États-Unis, en Russie, et au Canada.
En 2004, il crée son propre label, Stuka Recordings. Cette même année, il édite l'album The History of Hardcore - The Dreamteam Edition 01, qui atteint la 18e place des classements néerlandais. L'album est bien accueilli par la presse spécialisée, dont Partyflock. Vers la fin 2005, Buzz Fuzz effectue un set avec DJ Dano au festival Ghosttown ; la performance est enregistrée et publiée sous le titre de Ghosttown - The Early Hardcore Compilation au début de 2006. Il est accueilli par Partyflock avec une note de 69 sur 100. En 2008, Mark Vos participe à l'édition From Cradle to Grave du festival A Nightmare in Rotterdam, aux côtés notamment de Nosferatu, Neophyte, Ophidian et Tha Playah ; l'album est publié la même année, et bien accueilli.
En 2013, The Dreamteam se reforme et publie un nouvel album après plus de 15 ans d'absence, intitulé 4-Ever. En 2014, Mark Vos reste toujours l'une des têtes d'affiches lors des soirées et événements gabber, comme lors du concert d'anniversaire du groupe Gabber Syndrome, le 24 octobre 2014 au Poppodium Iduna de Drachten. En 2016, il participe au Return of the 90’s aux côtés de pionniers comme Dune, Flamman & Abraxas, Asino, et DJ Jean. En septembre 2017, Buzz Fuzz participe au festival Gabber Syndrome Birthday Bash avec DJ Rob et MC Joe. Cette même année, il se rend avec ses compagnons de The Dreamteam sur la scène Thunderdome du Mystery Land.

## Style musical
Le style musical de Buzz Fuzz est un style de pionnier[Quoi ?]. Inspiré des compositions de musiques électroniques du début des années 1990, ses productions initiales font ressortir une forte influence des sonorités acid (100% Effective, 1993) ou trance (Frequencies, 1995), notamment dans le cadre collaboratif de la Dreamteam.
Il a travaillé sous de nombreux autres noms de scène, notamment Bertocucci Ferranzano (pour le titre XTC Love), Square Dimension (pour le titre Brand New Dance), Tony Salmonelli (pour le titre Hey!), Pino d'Ambini (pour le titre Up and Down), ou encore 25 % of The Dreamteam (pour le titre Frequencies), signifiant par là son appartenance à la Dreamteam gabber de ID&T.

## Discographie
- 1993 : Thunderdome 4 (EP) (Dreamteam Productions)
- 1994 : Drummz EP (avec DJ Gizmo) (Rave Records)
- 1994 : The Spectrum E.P. Volume One - The Violet Edition (EP) (Hard Stuff Records)
- 1994 : The Happy Hardcore E.P. (EP) (Rave Records)
- 1994 : Love and Devotion (The Remixes) (12") (Volume Records)
- 1995 : ID & T Vol II (Steel Wheel)
- 1995 : Geeviz and Buzzhead (avec Rob Gee) (Ruff Beats Records)
- 1996 : Destruction EP (Dreamteam Productions)
- 1996 : Summertime (Bzrk Records Black Label)
- 1996 : Drop the Pressure (The Mastermixes) (Dreamteam Productions)
- 1996 : Destruction EP Volume 2 (Dreamteam Productions)
- 1996 : Frequencies (The Remixes) (Dreamteam Productions)
- 1996 : Intergalactic Ride (XXX Rated)
- 1996 : Keep It Up (avec Nina Feranzano) (BZRK Records)
- 1997 : The Gabbatrance EP (Dreamteam Productions, ID&T)
- 1997 : The Bigguz Dickuz E.P. (Ruff Beats Records)
- 1997 : Dreamgirl (BZRK Records)
- 1997 : Nostalgica E.P. (160 BPM Speedlimit)
- 1998 : #02EP (ID&T)
- 1998 : #01EP (ID&T)
- 1998 : Intergalactic (avec Noizer) (ID&T)
- 1999 : Harakiri Vol. 1 (50% of The Dreamteam feat. The Prophet & DJ Buzz Fuzz)
- 1999 : Jealousy Is a Motherf#cker - The 1999 Remixes (ID&T)
- 1999 : Nostalgica Volume 2 (ID&T)
- 2000 : King of the Beatz (Bzrk Records Black Label)
- 2000 : Go Get Ill (avec The Prophet) (Masters of Hardcore)
- 2000 : It's Alright (Remixes) avec 'Bass-D and King Matthew) (Masters of Hardcore)
- 2000 : #03 EP - 3 Is The Magic Number (Traxtorm Records)
- 2000 : Destruction EP Vol. 3 (BZRK Records)
- 2001 : Murphy's Law EP (Pino D'Ambini vs DJ Buzz Fuzz)
- 2001 : Face Off (CD, EP) (avec Tieum) (So-Real Records)
- 2002 : Murphy's Law (Bzrk Records Black Label)
- 2002 : The Revisited EP (BZRK Records)
- 2005 : O.S.B. 4 Life (avec Zware Jongens, Le Champ-E-On) (sous le nom de Le Buzz de la Fuzz)
- 2006 : Pain / Let Me Rise (12") (avec Sunny D. et D-Mon) (Aces High)
- 2007 : Untitled (avec Zware Jongens, Le Champ-E-On)
- 2016 : B2BW 2016 (The Remixes) (avec Delirium) (BZRK Records)

## Récompenses
- 1992 : Remporte le championnat néerlandais des DJs house[3]
- 1997 : « Meilleur producteur hardcore », selon Thundermagazine[3],[2]